# Firoeza Bekmetova
Firoeza Raviljevna Bekmetova (Russisch: Фируза Равильевна Бекметова (Navoiy, 4 augustus 1986) is een basketbalspeelster. Ze kwam uit voor verschillende teams in Oezbekistan en Rusland. Ze is Meester in de sport van Rusland.

## Carrière
Bekmetova begon haar carrière bij BC Nika in 2004. In 2006 verhuisde ze over naar BK NOER in Rusland. In 2007 stapte ze over naar Nadezjda Orenburg. Na één jaar ging ze spelen voor Spartak Noginsk. In 2008 keerde ze terug naar BC Nika. In 2009 stapte ze over naar Kaz-UOR Omsk in Rusland. Met deze club werd ze derde om het Landskampioenschap van Rusland in de B-divisie in 2011. Na twee jaar ging ze spelen voor Kazanotsjka Kazan. Met deze club werd ze Landskampioen van Rusland in de B-divisie in 2012. In 2013 stapte ze over naar Jenisej Krasnojarsk. Met deze club werd ze tweede om het Landskampioenschap van Rusland in de B-divisie in 2013. Een jaar later ging ze spelen voor Dinamo-GUVD Novosibirsk. In 2015 verhuisde ze naar Tsjevakata Vologda om één jaar later terug te keren bij Kazanotsjka Kazan. In 2019 keerde ze terug bij Jenisej Krasnojarsk.

## Erelijst
- Landskampioen Rusland: 1 (divisie B)
  - Winnaar: 2012
  - Tweede: 2013
  - Derde: 2011